# Ilyas Touba
Ilyas Touba (Wilrijk, 4 april 1997) is een Belgisch-Marokkaanse freestyle voetballer en influencer. Hij wordt beschouwd als een van de meest technisch begaafde spelers in de wereld van het freestyle en panna voetbal.

## Biografie

### Beginjaren in Antwerpen
Ilyas Touba groeide op in Borgerhout, een district van Antwerpen. Op negenjarige leeftijd sloot hij zich aan bij de jeugdacademie van de zaalvoetbalclub FT Antwerpen. Ondanks zijn talent kreeg hij al snel de bijnaam "Nasri", vanwege zijn technische vaardigheden en zijn neiging om de bal voor zichzelf te houden.
Op zestienjarige leeftijd maakte hij de overstap naar het freestyle voetbal op aanraden van zijn coach. Hij begon zijn carrière in lokale competities en werd begeleid door de Nederlandse freestyle-legende Soufiane Touzani. Onder diens vleugels begon hij deel te nemen aan freestyle- en pannatoernooien in heel Europa.

### Internationale doorbraak
In 2014 nam Ilyas deel aan het Belgisch kampioenschap panna, waar hij de halve finales bereikte en tegenover Soufiane Bencok stond. Dit evenement markeerde zijn doorbraak in de freestyle- en pannawereld.
In maart 2016 speelde hij een pannasessie tegen profvoetballers van KV Kortrijk. Drie maanden later reisde hij naar Manchester City FC voor een panna-uitdaging met de Belgische international Kevin De Bruyne. Deze sessie ging viraal op YouTube met meer dan een miljoen weergaven. Kort daarna herhaalde hij soortgelijke uitdagingen met spelers zoals Yannick Carrasco, Mousa Dembélé, Jan Vertonghen en Dries Mertens.
In 2022 won hij het wereldkampioenschap panna, dat plaatsvond in Kopenhagen, Denemarken. In datzelfde jaar behaalde hij ook de Europese titel in Amsterdam.
In juli 2024 won hij het Europees kampioenschap panna in Parijs, waar hij ook werd bekroond met de prijs voor de beste KO.

## Palmarès
- 2017: Wereldkampioen Panna (Kopenhagen)
- 2017: Europees kampioen Panna (Amsterdam)
- 2018: Wereldkampioen Panna (Kopenhagen)
- 2018: Mexicaanse kampioen Panna (Mexico)
- 2018: Belgisch kampioen Panna (Brussel)
- 2019: Wereldkampioen Panna (Kopenhagen)
- 2019: Belgisch kampioen Panna (Brussel)
- 2020: Europees kampioen Panna (Amsterdam)
- 2020: Wereldkampioen Panna (Kopenhagen)
- 2022: Wereldkampioen Panna (Kopenhagen)[13]
- 2022: Europees kampioen Panna (Amsterdam)
- 2022: Belgisch kampioen Panna (Brussel)
- 2023: Wereldkampioen Panna (Kopenhagen)
- 2024: Europees kampioen Panna (Parijs)[11]
- 2024: Prijs van de beste KO tijdens het EK Panna (Parijs)[12]